# Ема Дарси
Ема Дарси (на английски: Emma Darcy) е общ псевдоним на австралийските писатели Уенди и Франк Бренан, автори на бестселъри в жанровете романс и романтичен трилър.

## Биография и творчество

### Уенди Бренан
Уенди Бренан (на английски: Wendy Brennan) е родена на 28 ноември 1940 г. в Дориго, Нов Южен Уелс, Австралия. Учи в колежа за учители „Св. Йосиф“ в Сидни, който завършва с отличие по латински и със сертификат за учител. След дипломирането си в периода 1960 – 1961 г. работи като учител по френски и английски език в Уингъм, Нов Южен Уелс, а през 1962 – 1963 г. работи към Министерството на образованието в Масквил.
През 1963 г. постъпва като програмист в компания „IBM“ в Сидни, където работи до 1966 г. Тя е първата жена компютърен програмист в южното полукълбо. В периода 1966 – 1967 г. е компютърен програмист в компания „CAS“ в Сидни.
През 1964 г. се омъжва за фармацевта Франк Бренан. Имат трима сина. С раждането на децата си се посвещава на отглеждането им, като едновременно с това е запален читател на популярната романтична литература. Когато децата поотрастват за нея е естествена стъпка сама да започне да пише романси.
Уенди Бренан живее в крайбрежен имот на централния бряг на Нов Южен Уелс. Обича маслената живопис, керамиката и пътешествията по тропическите острови.

### Франк Бренан
Франк Бренан (на английски: Frank Brennan) е роден на 2 октомври 1940 г. в Госфорд, Нов Южен Уелс, Австралия. Учи в колежа „Св. Едуард“ в Госфорд, а след това завършва през 1963 г. Университета в Сидни с бакалавърска степен по фармация. В периода 1963 – 1965 г. е фармацевт в компания „Фармаци Райли“ в Дарлингтън, Сидни. В периода 1965 – 1984 г. е самостоятелен фармацевт в Уайонг, Нов Южен Уелс. В следващите години става част от семейното писателско дуо.
Той е член на Обществото на австралийските генеалози, от което получава диплома за семейни исторически изследвания през 1986 г.
Освен като съавтор на романтична литература, той е автор и на историческата документална книга „A History of Gosford“ (1970).
Франк Бренан умира през 1995 г.

### Обща биография и творчество
В началото на 80-те, по идея на Уенди, семейство Бренан започва да пише романси. Първият от тях „Twisting Shadows“ излиза пред 1983 г. под съвместния им псевдоним Ема Дарси. Двамата са изключително плодовити писатели с 4 и повече книги на година.
След смъртта на съпруга си през 1995 г. Уенди продължава писателската си кариера под същия псевдоним. В началото на новия век се насочва и към жанра на романтичните трилъри. Първият от тях „Who Killed Angelique?“ от серията „Who Killed ...?“ е удостоен с австралийската награда „Нед Кели“ за най-добър първи криминален роман.
Произведенията на писателския тандем и на Уенди Бренан често са в списъците на бестселърите. Те са преведени на много езици и са издадени в над 60 милиона екземпляра по света.
През 1993 г. Уенди и Франк Бренан учредяват литературната награда „Ема Дарси“ за насърчаване на младите писатели за завършване на техните ръкописи. Тя е в размер на $2000 и е с гаранция, че ръкописът ще бъде оценен от редактор.

## Произведения

### Самостоятелни романи
- Twisting Shadows (1983)
- Tangle of Torment (1983)
- A World Apart (1984)
- Don't Play Games (1985)
- Fantasy (1985)
- Song of a Wren (1985)
- Point of Impact (1985)
- The Impossible Woman (1985)
- Man in the Park (1986)
- Woman of Honour (1986)
- Blind Date (1986)
- Don't Ask Me Now (1986)
- The Wrong Mirror (1986)
- The Unpredictable Man (1986)
- The One That Got Away (1987)
- Strike at the Heart (1987)
- The Positive Approach (1987)
- Mistress of Pillatoro (1987)
- Whirlpool of Passion (1987)
- Always Love (1988)
- The Falcon's Mistress (1988)
- A Priceless Love (1988)
- The Aloha Bride (1988)
- The Ultimate Choice (1989)
- The Power and the Passion (1989)
- Pattern of Deceit (1989)
- Bride of Diamonds (1990)
- Too Strong to Deny (1990)
- One-woman Crusade (1990)
- The Colour of Desire (1990)
- Breaking Point (1992)
- High Risk (1992)
- To Tame a Wild Heart (1992)
- The Wedding (1992)
- The Seduction of Keira (1992)
- The Velvet Tiger (1992)
Кадифеният тигър, изд.: „Арлекин България“, София (1993), прев. Светла Балуцова
- An Impossible Dream (1993)
- The Upstairs Lover (1993)
- A Very Stylish Affair (1993)
- The Last Grand Passion (1993)
- The Sheikh's Revenge (1993)
- A Wedding to Remember (1994)
- In Need of a Wife (1994)
- Burning with Passion (1995)
- The Fatherhood Affair (1995)
- Last Stop Marriage (1996)
- The Father of Her Child (1996)
- Jack's Baby (1996)
- Marriage Meltdown (1997)
- Craving Jamie (1997)
- The Secrets Within (1997)
- Merry Christmas (1997)
- The Sheikh's Seduction (1998)
- The Marriage Decider (1999)
- A Marriage Betrayed (1999)
- Bride of His Choice (1999)
- The Sweetest Revenge (2001)
- The Hot-blooded Groom (2001)
- Claiming His Mistress (2001)
- Mistress to a Tycoon (2001)
- A Spanish Marriage (2004)
- Hot Blooded Affairs (2007)
- The Master Player (2009)
- Billionaires' Marriages (2010)
- Hidden Mistress, Public Wife (2011)
- Wife in Public (2011)
- The Costarella Conquest (2011)
- An Offer She Can't Refuse (2012)
- The Incorrigible Playboy (2012)
- His Most Exquisite Conquest (2013)

### Серия „Семейство Джеймс“ (James Family)
1. Ride the Storm (1991)
2. Dark Heritage (1992)
Съдбовна среща, изд.: „Арлекин България“, София (1993), прев. Мая Мечкуева
3. The Shining of Love (1994)
4. The Bedroom Surrender (2003)

### Серия „Кралете на пустошта“ (Kings of the Outback)
1. The Cattle King's Mistress (2000)
2. The Playboy King's Wife (2000)
3. The Pleasure King's Bride (2000)

### Серия „Кой уби ...?“ (Who Killed...?)
1. Who Killed Angelique? (2001)
2. Who Killed Bianca? (2001)
3. Who Killed Camilla? (2003)

### Серия „Кралете на Австралия“ (Kings of Australia)
1. The Arranged Marriage (2002)
2. The Bridal Bargain (2002)
3. The Honeymoon Contract (2002)

### Серия „Рицари от пустошта“ (Outback Knights)
1. The Outback Marriage Ransom (2004)
2. The Outback Wedding Takeover (2004)
3. The Outback Bridal Rescue (2004)

### Участие в общи серии с други писатели

#### Серия „Преди година“ (Year Down Under)
- Heart of the Outback (1992)
Грехът на отшелника, изд.: „Арлекин България“, София (1993), прев. Румяна Кънчева
- No Risks, No Prizes (1993)

от серията има още 10 романа от различни автори

#### Серия „Правила и привилегии“ (Pages & Privileges)
- Climax of Passion (1995)

от серията има още 24 романа от различни автори

#### Серия „Оттук до бащинството“ (From Here To Paternity)
- Mischief and Marriage (1996)

от серията има още 14 романа от различни автори

#### Серия „Този път, завинаги“ (This Time, Forever)
- Their Wedding Day (1996)

от серията има още 6 романа от различни автори

#### Серия „Скандал!“ (Scandals!)
- Seducing the Enemy (1997)

от серията има още 5 романа от различни автори

#### Серия „Австралийци“ (Australians)
1. Outback Heat (1998)
13. The Marriage Risk (2000)
26. The Blind-Date Bride (2003)
от серията има още 32 романа от различни автори

#### Серия „Търси се бавачка!“ (Nanny Wanted!)
- Inherited, One Nanny (1998)

от серията има още 11 романа от различни автори

#### Серия „Мъжки разговор“ (Man Talk)
- Fatherhood Fever! (1998)

от серията има още 2 романа от различни автори

#### Серия „В очакване!“ (Expecting!)
- Having Leo's Child (1999)

от серията има още 41 романа от различни автори

#### Серия „Страст“ (Passion)
- The Secret Mistress (1999)
- The Billionaire Bridegroom (2003)

от серията има още 18 романа от различни автори

#### Серия „Чуждестранни афери“ (Foreign Affairs)
- Latin Liaisons (2002) – сборник с Лин Греъм

от серията има още 33 романа от различни автори

#### Серия „Любовници за милионер“ (Mistress to a Millionaire)
- His Bought Mistress (2004)
- The Bedroom Surrender (2003)

от серията има още 30 романа от различни автори

#### Серия „Любов с шефа“ (In Love With Her Boss)
4. His Boardroom Mistress (2004)
10. The Playboy Boss's Chosen Bride (2006)
от серията има още 8 романа от различни автори

#### Серия „Пустинни Булки“ (Desert Brides)
- Traded to the Sheikh (2005)

от серията има още 14 романа от различни автори

#### Серия „Италиански съпрузи“ (Italian Husbands)
- The Italian's Stolen Bride (2005)

от серията има още 31 романа от различни автори

#### Серия „Невестата на Рамирес“ (Ramirez Bride)
1. The Ramirez Bride (2005)
от серията има още 2 романа от различни автори

#### Серия „Предайте на шейха“ (Surrender to the Sheikh)
- Traded to the Sheikh (2005)

от серията има още 15 романа от различни автори

#### Серия „Латински любовници“ (Latin Lovers)
- The Secret Baby Revenge (2006)

от серията има още 22 романа от различни автори

#### Серия „Безмилостни!“ (Ruthless!)
- The Billionaire's Captive Bride (2006)
- The Playboy Boss's Chosen Bride (2006)
- The Billionaire's Scandalous Marriage (2007)
- Bought For Revenge, Bedded For Pleasure (2007)
- Ruthlessly Bedded By the Italian Billionaire (2008)
- Ruthless Billionaire, Forbidden Baby (2009)

от серията има още 16 романа от различни автори

#### Серия „В неговата служба“ (At His Service)
3. The Billionaire's House Keeper Mistress (2010)
от серията има още 6 романа от различни автори

### Сборници
- Sunsational (1991) – с Ема Голдрик, Пени Джордан и Карол Мортимър
- Father Knows Last: High Risk, Guilty Passion (1996) – с Жаклин Бейрд
- Passion with a Vengeance (1998) – с Жаклин Бейрд и Сара Крейвън
- The Man She Married (1999) – с Анет Броъдрик и Ан Мейджър
- Desert Heat (1999) – с Лин Греъм и Сандра Мартон
- Mothers-to-be (1999) – с Лин Греъм и Лий Майкълс
- Father and Child (2000) – с Жаклин Бейрд и Сандра Мартон
- Desert Destinies (2001) – с Хелън Брукс и Мери Лайънс
- A Christmas Seduction (2001) – с Хелън Брукс и Катрин Спенсър
- Latin Liaisons (2002) – с Лин Греъм
- An Australian Christmas (2002) – с Линдзи Армстронг и Миранда Лий
- Boardroom Baby (2003) – със Сандра Фийлд и Ким Лоурънс
- The Pregnancy Surprise (2003) – с Каролин Андерсън и Гейл Уилсън
- Australian Tycoons (2004) – с Марион Ленъкс и Маргарет Уей
- Seduced by a Sultan (2004) – с Лиз Филдинг и Сандра Мартон
- Pregnant Brides (2004) – със Сандра Фийлд и Карол Маринели
- Risque Business (2005) – с Лиз Филдинг и Шарън Кендрик
- Her Playboy Challenge / The Outback Bridal Rescue (2005) – с Барбара Хъни
- Outback Desire (2006) – с Карол Маринели и Маргарет Уей
- Billionaire Grooms (2006) – с Лий Майкълс и Сара Ууд
- More Than a Mistress (2006) – с Ан Мадър и Катрин Спенсър
- Sweet Revenge (2006) – със Сара Крейвън и Ким Лоурънс
- More Than a Mistress (2006) – с Ан Мадър и Катрин Спенсър
- Blind-Date Grooms (2007) – със Сара Крейвън и Джесика Харт
- From Boardroom to Bedroom (2008) – с Ким Лоурънс и Никола Марш
- The Italian's Love-Child (2009) – със Сара Крейвън и Даяна Хамилтън
- Ruthless (2009) – с Хелън Бианчин и Миранда Лий
- Hired: A Bride for the Boss (2009) – със Сюзън Майер и Лий Майкълс
- At the Billionaire's Bidding (2009) – с Шарън Кендрик и Мелани Мелбърн
- Purchased for Passion (2009) – с Юлия Джеймс и Ани Уест
- One-Click Buy: December 2009 Harlequin Presents (2009) – с Анна Клиъри, Робин Грейди, Пени Джордан, Карол Маринели, Сандра Мартон, Мелани Мелбърн и Джейн Портър
- One-Click Buy: September 2010 (2010) – с Хелън Бианчин, Пени Джордан, Шарън Кендрик, Ан Макалистър и Сара Морган
- Bedroom Bargains of Revenge (2011) – с Мелани Мелбърн и Триш Морей
- Australian Bachelors: Masterful Magnates (2011) – с Хелън Бианчин и Миранда Лий
- Hot Nights with an Australian (2012) – с Линдзи Армстронг и Никола Марш
- Notorious (2012) – с Мелани Мелбърн

### Документалистика
- The How to Be A Successful Romance Writer (1995)